# Různoplodost

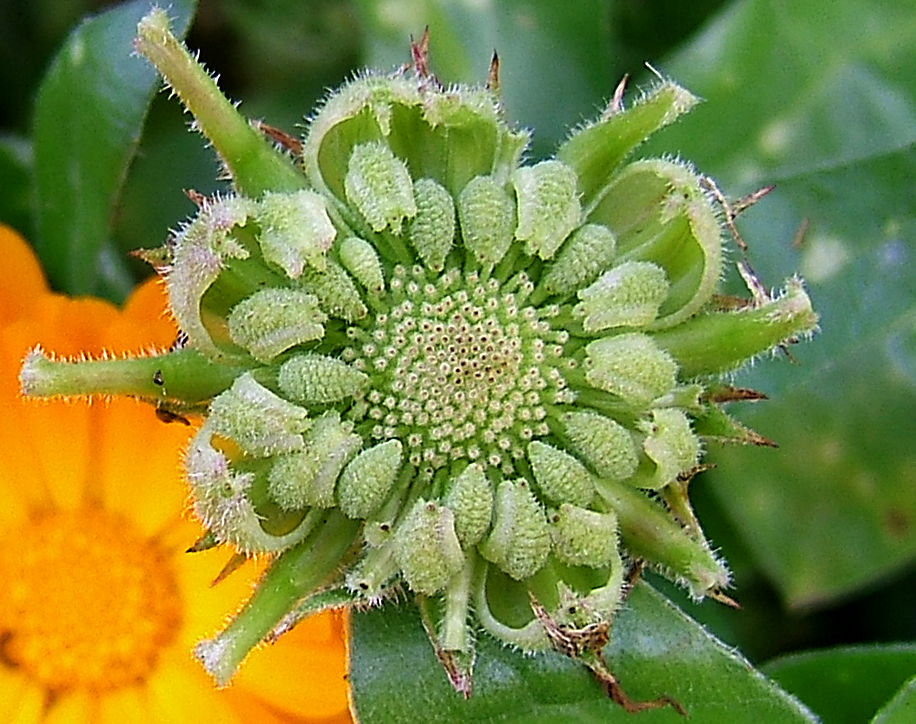
Heterokarpní semena měsíčku

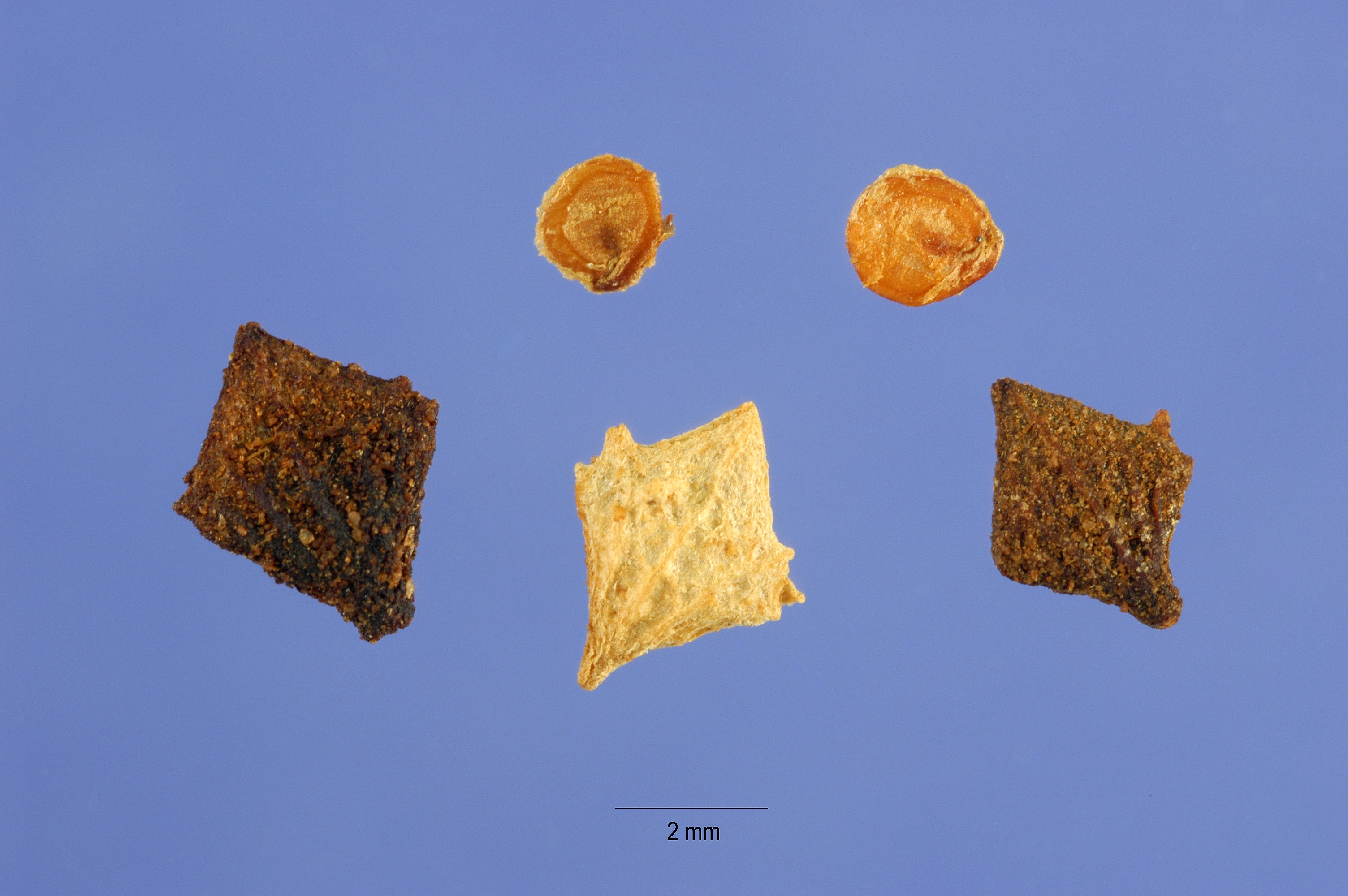
Heterokarpní semena lebedy

Různoplodost (heterokarpie) je výskyt plodů nebo semen odlišných tvarů nebo velikostí na jedné rostlině. Mohou se odlišovat nejen vzhledem, ale i způsobem rozšiřování nebo různým průběhem klíčení.

## Rozdílné rozšiřování
Příkladem, jak různé tvary plodů mohou ovlivnit jejich rozšiřování, je měsíček rolní (Calendula arvensis).
- Nažky vnější řady květu jsou největší, jen nepatrně prohnuté a protaženy v zoban, v době zralostí jsou na hřbetě osazeny krátkými tvrdými háčky kterými se mohou zachycovat za srst zvířete.
- Nažky střední řady jsou trochu prohnuté, mají lodičkový tvar a křídlaté obruby, které usnadňují roznášení větrem.
- Nažky vnitřní řady jsou nejmenší, čárkovité, v době zralostí jsou vlnkovitě zprohýbané a stočené téměř do kruhu, vzezřením napodobují larvu nebo housenku a jsou skutečně požírány hmyzožravými ptáky, kteří je nestrávené roznášejí v trusu.[2]

## Rozdílné rozšiřování i klíčení
Příkladem různosti způsobu rozšiřování plodů do okolí a hlavně rozdílné doby klíčení semen je lebeda lesklá (Atriplex sagittata). Tato rostlina produkuje tři typy plodů, A, B, a C, Různost plodů je dána morfologii květů, rostlina má současně květy oboupohlavné i samičí.
- Nažky typu A, světlé hnědé, velké 3 až 5 mm, kryté pouze v krovkách (neopadavé vnitřní lístky okvětí), opouštějí suchou rostlinu počátkem zimních měsíců a jsou schopné klíčit okamžitě. Jejich klíčení je v přírodě inhibováno nízkými teplotami a po oteplení z jara vyklíčí. Tato semena jsou z horní části lodyhy a mohou se ve větru dobře rozšiřovat díky velkým krovkám, jsou ze samičích květů. Nejlepší klíčivost mají po 1 až 2 letech.
- Nažky typu C, černé, velké 1,5 až 2 mm, jsou kryté trvalým okvětím, mají dlouhou dormantní dobou. Do půdy se dostávají až počátkem jara a zůstávají v zemi jako trvalá půdní semenná banka. Jsou špatně větrem šiřitelné, vyrůstají ve spodní části lodyhy. Tento typ rostlina vytváří za příznivých podmínek, jsou z oboupohlavných květů. Tato semena mají nejvyšší klíčivost po 6 až 7 letech.
- Nažky typu B, vytvářejí morfologicky i funkčně přechod mezi oběma zmíněnými typy A a C, mateřskou rostlinu opouštějí během celé zimy a podílejí se částečně na založení nové populace hned příští rok i částečně vytvářejí zásobu semen v půdě. Dormanci i vzhled mají tato semena různý, buď podobný typu A nebo B. Vyrůstají uprostřed lodyhy, kde jsou neuspořádaně samičí i bisexuální květy. Nejvyšší klíčivost mají po 3 až 5 letech.[3][4]